# Сансет (Арканзас)
Сансет (англ. Sunset) — місто (англ. town) в США, в окрузі Кріттенден штату Арканзас. Населення — 184 особи (2020).

## Географія
Сансет розташований на висоті 67 метрів над рівнем моря за координатами 35°13′27″ пн. ш. 90°12′22″ зх. д. / 35.22417° пн. ш. 90.20611° зх. д. (35.224216, -90.205995).  За даними Бюро перепису населення США в 2010 році місто мало площу 0,53 км², уся площа — суходіл. В 2017 році площа становила 0,58 км², уся площа — суходіл.
Сансет розташований у східно-центральному окрузі Кріттенден. Його оточує місто Меріон. Через південний схід від міста Мемфіс, штат Теннессі, через Шосе-55, 19 км.

## Демографія

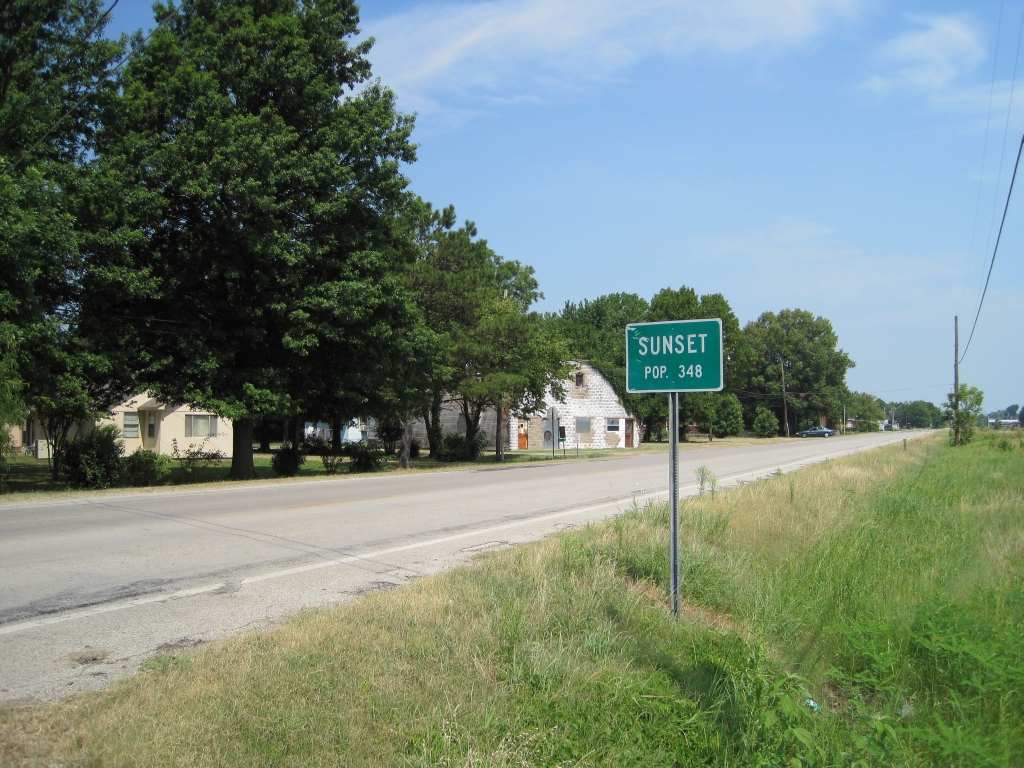
На в'їзді в містечко

Згідно з переписом 2010 року, у місті мешкало 198 осіб у 73 домогосподарствах у складі 46 родин. Густота населення становила 370 осіб/км².  Було 98 помешкань (183/км²). 
Расовий склад населення:
| - 91,9 % — чорних або афроамериканців - 4,0 % — білих - 3,0 % — осіб інших рас |

До двох чи більше рас належало 1,0 %. Іспаномовні складали 3,0 % від усіх жителів.
За віковим діапазоном населення розподілялося таким чином: 24,7 % — особи молодші 18 років, 59,6 % — особи у віці 18—64 років, 15,7 % — особи у віці 65 років та старші. Медіана віку мешканця становила 37,5 року. На 100 осіб жіночої статі у місті припадало 132,9 чоловіків;  на 100 жінок у віці від 18 років та старших — 122,4 чоловіків також старших 18 років.
Середній дохід на одне домашнє господарство  становив 26 193 долари США (медіана — 16 786), а середній дохід на одну сім'ю — 32 840 доларів (медіана — 25 625). За межею бідності перебувало 64,9 % осіб, у тому числі 89,7 % дітей у віці до 18 років та 61,5 % осіб у віці 65 років та старших.
Цивільне працевлаштоване населення становило 33 особи. Основні галузі зайнятості: мистецтво, розваги та відпочинок — 27,3 %, науковці, спеціалісти, менеджери — 18,2 %, виробництво — 18,2 %.

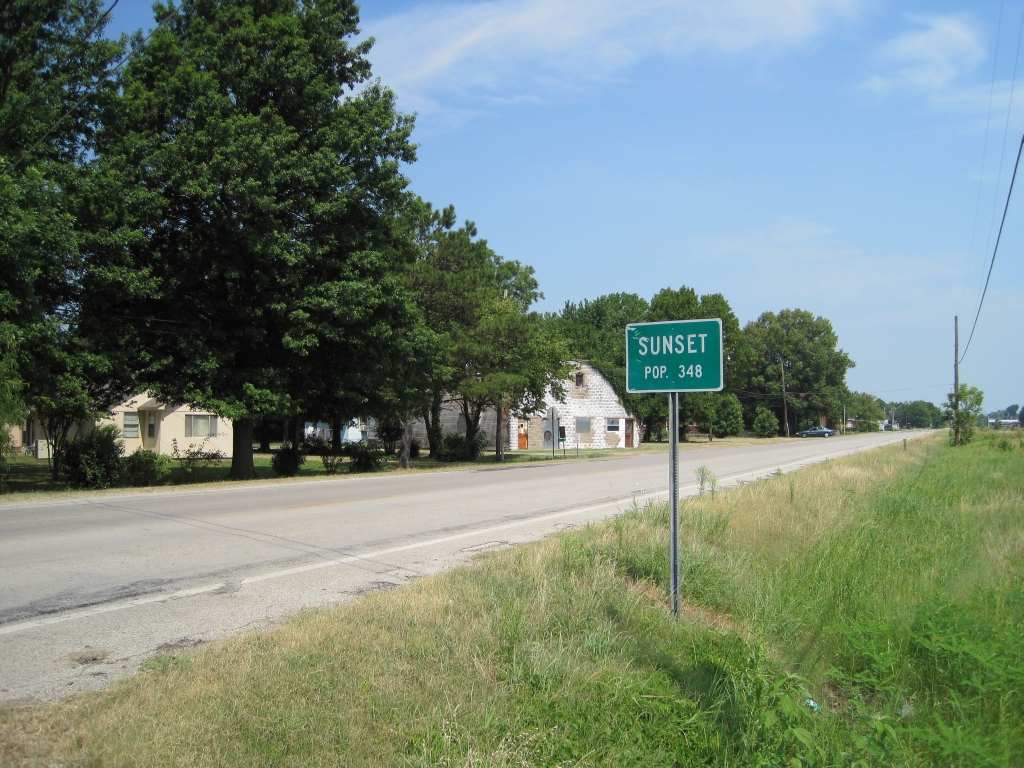
На в'їзді в містечко

За даними перепису населення 2000 року в Сансеті проживало 348 осіб, 85 сімей, налічувалося 135 домашніх господарств і 156 житлових будинків. Середня густота населення становила близько 696 осіб на один квадратний кілометр. Расовий склад Сансета за даними перепису розподілився таким чином: 4,89 % білих, 91,09 % — чорних або афроамериканців, 1,15 % — представників змішаних рас, 2,87 % — інших народів. Іспаномовні склали 4,02 % від усіх жителів містечка.
Із 135 домашніх господарств в 26,7 % — виховували дітей віком до 18 років, 22,2 % представляли собою подружні пари, які спільно проживали, в 34,8 % сімей жінки проживали без чоловіків, 37,0 % не мали сімей. 33,3 % від загального числа сімей на момент перепису жили самостійно, при цьому 13,3 % склали самотні літні люди у віці 65 років та старше. Середній розмір домашнього господарства склав 2,58 особи, а середній розмір родини — 3,35 особи.
Населення містечка за віковим діапазоном, за даними перепису 2000 року, розподілилося таким чином: 29,6 % — жителі молодше 18 років, 8,0 % — між 18 і 24 роками, 25,6 % — від 25 до 44 років, 20,7 % — від 45 до 64 років і 16,1 % — у віці 65 років та старше. Середній вік мешканця склав 37 років. На кожні 100 жінок в Сансеті припадало 87,1 чоловіків, у віці від 18 років та старше — 84,2 чоловіків також старше 18 років.
Середній дохід на одне домашнє господарство в містечку склав 17 788 доларів США, а середній дохід на одну сім'ю — 17 250 доларів. При цьому чоловіки мали середній дохід в 21 750 доларів США на рік проти 20 625 доларів середньорічного доходу у жінок. Дохід на душу населення в містечку склав 7766 доларів на рік. 44,4 % від усього числа сімей в окрузі і 49,9 % від усієї чисельності населення перебували на момент перепису населення за межею бідності, при цьому 79,6 % з них були молодші 18 років і 27,9 % — у віці 65 років та старше.